# 鹿野町 (鳥取県)
鹿野町（しかのちょう）は、かつて鳥取県の東部、気高郡に属した町である。本項では、町制前の名称でもある鹿野村（しかのそん）についても述べる。
2004年（平成16年）11月1日に岩美郡国府町・福部村、八頭郡河原町・用瀬町・佐治村、気高郡気高町・青谷町と共に鳥取市へ編入され、消滅した。かつての町域は鳥取市鹿野町となっている。

## 地理
町域は鷲峰山（標高921m）など南部の山地から北へ伸びる。中部を河内川が横切り北流する。浜村川に沿って山陰本線浜村駅付近まで気高町域に食い込んでいるが、直接日本海には面していない。

### 隣接していた自治体
- 鳥取県
  - 鳥取市
  - 気高郡 青谷町・気高町
  - 八頭郡 河原町
  - 東伯郡 三朝町

## 歴史
- 1889年（明治22年）10月1日 - 町村制施行に伴い、気多郡広木村・閉野村・志加奴村・末用村・水谷村の区域をもって鹿野村が発足。
- 1896年（明治29年）4月1日 - 鹿野村の所属郡が気高郡に変更。
- 1899年（明治32年）3月20日 - 鹿野村が町制施行して鹿野町となる。
- 1955年（昭和30年）7月1日 - 小鷲河村・勝谷村と合併し、改めて鹿野町が発足。
- 2004年（平成16年）11月1日 - 鳥取市に編入[1]。同日鹿野町廃止。

## 姉妹都市
- 島根県鹿足郡津和野町

## 交通

### 鉄道
- 鉄道は走っていない。最寄駅は山陰本線浜村駅、宝木駅。浜村駅からは日ノ丸バスが運行している。

### 道路
- 鳥取県道21号鳥取鹿野倉吉線
- 鳥取県道32号郡家鹿野気高線
- 鳥取県道198号鷲峰気高線
- 鳥取県道233号矢口鹿野線
- 鳥取県道281号河内槙原線
- 鳥取県道304号妙徳寺鹿野線

## 主な観光地
- 鹿野温泉
- 鹿野城跡（城山公園）（二の丸）→桜の名所

## 出身有名人
- 小式部内侍[2][3]
- 蜂谷久子（蜂谷彌三郎の妻）
- 西川源蔵（白瀬南極探検隊員）
- 明石潮

### ゆかりのある有名人
- 中原誠（将棋棋士/十六世永世名人）：鹿野町名誉町民表彰を受けた